# 夏侯玄
夏侯 玄（かこう げん）は、中国三国時代の魏の武将・政治家。字は太初。豫州沛国譙県（現在の安徽省亳州市譙城区）の人。父は夏侯尚。生母は徳陽郷主（曹真の妹）。妻は李恵姑。同母妹は夏侯徽（司馬師の前妻）。娘は和嶠（和洽の孫）の妻。

## 生涯
黄初7年（226年）に父の夏侯尚が亡くなると、その後を継いだ。若年から名声を博し、20歳で散騎侍郎・黄門侍郎に任じられた。曹叡（明帝）に目通りした際、毛皇后の弟である毛曾と同席させられたことに対し嫌悪感を露わにしたため、曹叡の不興を買って羽林監に左遷された。また、夏侯玄・鄧颺・諸葛誕ら当時の名士は互いに称号を付け合い、夏侯玄は「四聡」の1人に数えられた。曹叡はこれを軽薄な評判を持て囃す風潮として嫌っていたとも伝わる。
正始年間初期、曹芳（斉王）の治世下で、宗室である従兄弟の曹爽が政権を掌握すると、縁戚である夏侯玄も出世し、散騎常侍・中護軍に昇進した。人物眼があるという評価のとおり、登用した武官は俊英ばかりとなった。一方、護軍の官で常態化していた賄賂の風習を止めさせることはできなかったとも伝わる。後に司馬師が夏侯玄と交代するに及んで法令を整備し、この風習は一掃された。
司馬懿から政治について意見を求められると、九品官人法を批判した上で中正官の権限縮小を主張し、さらに地方制度の抜本的な改正意見も述べた。司馬懿は夏侯玄に返書を送り、優れた人物が出ない限りその政策は実施できないだろうと述べた。夏侯玄はさらに返書を送り、司馬懿の消極的な姿勢を非難した。
その後、仮節・征西将軍・都督雍涼二州諸軍事に昇進した。友人であった李勝を長史に採り立て重用し、正始5年（244年）には李勝の進言を受けて曹爽と共に蜀漢へ侵攻したが、輸送に苦しみ大きな被害を出した。かねてからこの軍事行動に反対の姿勢を示していた司馬懿に再度撤退を進言され、夏侯玄がそれに同調する意見を曹爽に伝えたことで、軍は帰還することとなった（興勢の役）。
正始10年（249年）、司馬懿のクーデター（高平陵の変）により曹爽が処刑されると、夏侯玄は中央に召還され、大鴻臚となった。同年、従父の夏侯覇が蜀漢に亡命しているが、夏侯玄は彼に同行を求められたものの、これを拒絶した。
数年後には太常に転任したが、曹爽との関係を理由に抑圧され、不遇の日々を囲った。中書令の李豊は、司馬懿の後を継いで政権を握った司馬師の信任を受けていたが、密かに夏侯玄に心を寄せていた。司馬師を誅殺し、夏侯玄に大将軍として政権を握らせようと考え、張緝らと計画を巡らした。
しかし嘉平6年2月22日（254年3月27日）、計画が露見しまず李豊が誅殺され、夏侯玄や張緝らは廷尉の鍾毓の元に送られた。取り調べを受けても供述は拒否し、鍾毓が事実と符合するよう作成した供述書を見せられると、ただ頷くばかりだった。また、この機に鍾毓の弟の鍾会が馴れ馴れしい態度で接近してくると、夏侯玄は毅然とした態度でこれを拒んだ。
鍾毓の立件に基づき、夏侯玄らは大逆罪に問われ、刑法により腰斬に処された。享年46。斬刑の場に臨んでも顔色一つ変えず、堂々とした態度で刑に服した。夏侯玄の三族は皆殺しとなったが、正元年間に入り、夏侯尚の従孫の夏侯本が昌陵亭侯に封じられ300邑を領し、夏侯尚の後を継いだ。
学者としても秀でていた夏侯玄は、『楽毅論』『張良論』『本無肉刑論』を著した。その文章は筋が通っており、世間に広く伝わった。特に『楽毅論』は王羲之が書写したことで有名である。

## 評価
共に名声を集めた何晏からは「ひたすら深い。それゆえにこそ天下の人々の意志に通暁する」と評された。娘の夫である和嶠からはその人柄を敬慕された。また、鍾会は蜀漢の姜維が降伏した際に彼を評して「諸葛誕や夏侯玄でも彼以上ではあるまい」と述べた。姜維の評価の高さと同時に、夏侯玄が名士の代表格であったことの証左でもある。
人物眼のある傅嘏には交際を拒絶された。2人の共通の友人である荀粲は夏侯玄を「一時代を風靡する英傑」と評し傅嘏に交際を勧めたが、傅嘏は「その器量より大きな野心を持つ、道徳に外れた人物」とし、受け入れなかった。
『三国志』の編者陳寿は、「諸夏侯曹伝」の評で、夏侯玄の優れた才能と功績は認めつつも曹爽の誤りを正すことができなかった点を批判し、「悲劇的な最期を迎えたことも仕方なかったのではないか」と評した。同書の注釈者裴松之は、立伝されている父の夏侯尚と比して、「父を凌ぐ才能の持ち主」と記した。
東晋の袁宏の「三国名臣序賛」（『文選』所収）では魏の9人、蜀の4人、呉の7人が名臣として賞賛されており、その中に名を挙げられている。